# 布里地区迪斯和莫兰
布里地区迪斯和莫兰（法語：Dhuys et Morin-en-Brie，法語發音：[dɥis e mɔʁɛ̃ ɑ̃ bʁi]）是法国上法兰西大区埃纳省的一个市镇，属于蒂耶里堡区。该市镇于2016年1月1日由旧市镇阿尔通日、拉塞勒苏蒙米拉伊、布里地区丰特内勒和布里地区马尔谢合并而成。

## 地名
该市镇名称取自流经这里的迪斯河（Dhuys）与小莫蘭河（Petit Morin），以及其所在的布里地区（Brie）。 

## 地理
布里地区迪斯和莫兰（48°53'4"N, 3°29'8"E）面积40.04 平方千米，位于法国上法蘭西大區埃纳省，该省份为法国北部内陆省份，北起北部省，西接索姆省和瓦兹省，东临阿登省和马恩省，西南至塞纳-马恩省，东北部与比利时接壤。
与布里地区迪斯和莫兰接壤的市镇（或旧市镇、城区）包括：莱皮讷欧布瓦、旺迪耶尔、梅克兰日、蒙米拉伊、蒙托利韦、蒙多凡、蒙特尼勒、帕尔尼拉迪斯、科罗贝尔、罗祖瓦-贝勒瓦勒、维福尔、蒙勒翁、里约。
布里地区迪斯和莫兰的时区为UTC+01:00、UTC+02:00（夏令时）。

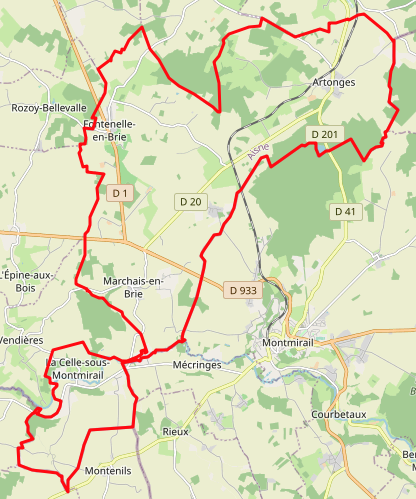
布里地区迪斯和莫兰的OSM定位图

## 行政
布里地区迪斯和莫兰的邮政编码为02540、02330，INSEE市镇编码为02458。

## 政治
布里地区迪斯和莫兰所属的省级选区为马恩河畔埃索姆县。

## 人口
布里地区迪斯和莫兰于2022年1月1日时的人口数量为825人。